# Velrrrückt nach Ndndir
Velrrrückt nach Ndndir (Originaltitel: Lrrreconcilable Ndndifferences) ist eine Episode der US-amerikanischen Science-Fiction-Zeichentrickserie Futurama. Ihre Erstausstrahlung war am 26. August 2010 beim US-Sender Comedy Central; die deutsche Synchronfassung wurde am 7. Januar 2012 bei ProSieben veröffentlicht. Das Werk wurde mit einem Emmy ausgezeichnet und war für einen WGA Award nominiert.

## Handlung
Die nörgelnde Ndnd ist unzufrieden mit ihrem antriebslosen Mann Lrrr, dem Herrscher des Planeten Omicron Persei 8. Widerwillig startet er eine Invasion der Erde. Er landet jedoch bei der Comic-Con und wird für einen Teilnehmer eines Kostümwettbewerbs gehalten. Als Ndnd von seinem Scheitern erfährt, wirft sie ihn zuhause raus. Bei Planet Express auf der Erde sucht er Unterschlupf und Rat. Auf Leelas Vorschlag hin, er solle sich mehr um seine Beziehung zu Ndnd bemühen, kauft er ein neues Auto und schrille, neue Kleidung, unterzieht sich einer Schönheitsoperation und geht abends aus. In einem Club lernt er Grrrl kennen, die ihrem Äußeren nach von seinem Planeten stammt. Auf einem Date entpuppt sie sich allerdings als verkleidete menschliche Frau, die Lrrr auf der Comic-Con gesehen und sich in ihn verliebt hatte. Lrrr weist sie ab.
Leela, Fry und Bender fälschen gemeinsam mit dem konservierten Kopf von Orson Welles Fernsehnachrichten, die von der Eroberung der Erde durch Lrrr berichten. Die Sendung wird zufällig vom Truppenbefehlshaber Zapp Brannigan gesehen, der sich daraufhin mit den Streitkräften der Erde Lrrr ergibt. Als Lrrr das Missverständnis aufklären will, landet Ndnd, die die Ausstrahlung ebenfalls gesehen hat, in einem Raumschiff. Beeindruckt von der vermeintlichen Heldentat ihres Mannes fühlt sie sich wieder zu Lrrr hingezogen. Um die Fassade aufrechtzuerhalten, unterwirft Lrrr die Erde tatsächlich und versklavt die Menschheit.
Am nächsten Morgen erscheint Lrrr bei Planet Express und weint sich bei Leela aus, weil er nicht in der Lage war, Ndnd die Wahrheit zu gestehen. Leela weist ihn zurecht und wird dabei von Ndnd ertappt. Grrrl, wieder verkleidet als Omicronianerin, platzt ebenfalls in die Szene und schwört Lrrr ihre Liebe. Es zeigt sich, dass Ndnd nur auf Leela eifersüchtig ist, weil sie Lrrr herumkommandieren kann. Lrrr muss seine Liebe zu Ndnd unter Beweis stellen, indem er Leela erschießt. In letzter Sekunde wirft sich Fry vor den Schuss aus seiner Strahlenpistole, um seine geliebte Leela zu retten. Getroffen löst sich Frys Körper auf. Zufrieden mit Lrrrs Tat, nimmt Ndnd ihn zurück. Als die beiden abgereist sind, stellt sich heraus, dass Lrrrs Waffe nicht tödlich, sondern nur ein tragbarer Teleporter war. Fry wird bei Planet Express gefunden.

## Produktion
Als elfte Episode der sechsten Produktionsstaffel ist Velrrrückt nach Ndndir die insgesamt 99. Episode von Futurama. Für das Drehbuch zeichnet Patric M. Verrone verantwortlich. Regie führte Crystal Chesney-Thompson. Die Sprecher der Hauptcharaktere – Billy West als Philip J. Fry und Professor Farnsworth, Katey Sagal als Turanga Leela und John DiMaggio als Bender – übernahmen teilweise auch Sprechrollen von Nebenfiguren. Aus der Futurama-Stammbesetzung sind Maurice LaMarche als Lrrr und Tress MacNeille als Ndnd zu hören. Beide hatten diesen Figuren schon mehrfach in der Serie ihre Stimme geliehen; außerdem sprachen beide, wie ebenfalls schon zuvor, zusätzlich mehrere Nebenfiguren.
Katee Sackhoff hatte einen Gastauftritt als Grrrl. Sergio Aragonés trat als er selbst auf. Die beiden Futurama-Schöpfer Matt Groening und David X. Cohen synchronisierten ihre gezeichneten Alter Egos.

## Veröffentlichung
Die Episode wurde am 26. August 2010 vom US-amerikanischen Fernsehsender Comedy Central veröffentlicht. Sie die elfte Folge der siebten Sendestaffel, die der sechsten Produktionsstaffel entspricht (vgl. hierzu Erstausstrahlung von Futurama). Die deutsche Synchronfassung wurde erstmals am  7. Januar 2012 auf ProSieben gesendet.

## Auszeichnungen

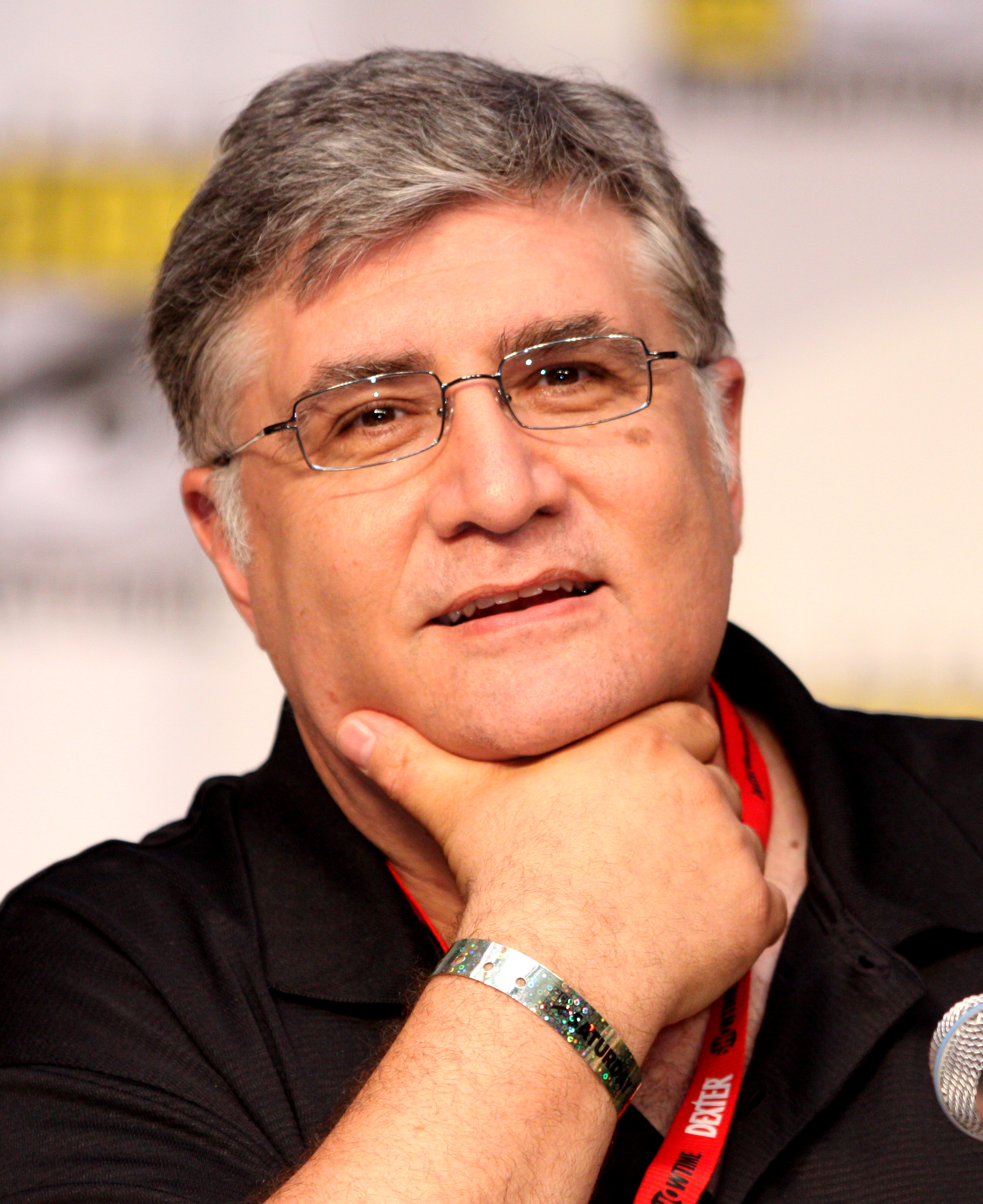
Maurice LaMarche

Bei der Primetime-Emmy-Verleihung 2011 wurde Maurice LaMarche für seinen Beitrag zu dieser Episode mit dem Emmy für herausragende Sprecher-Leistungen (Outstanding Voice-over Performance) geehrt.
Für das Drehbuch war Autor Patric M. Verrone 2011 außerdem für einen WGA Award in der Kategorie Animation nominiert. Gewonnen hat die Auszeichnung jedoch sein Kollege Ken Keeler mit der Futurama-Episode Im Körper des Freundes.